# St Michael’s Hamlet
St Michael’s Hamlet lub St. Michael’s – dzielnica w Liverpoolu, w Anglii, w Merseyside, w dystrykcie Liverpool. W 2011 miejscowość liczyła 12 991 mieszkańców.